# حقوق زنان در میانمار

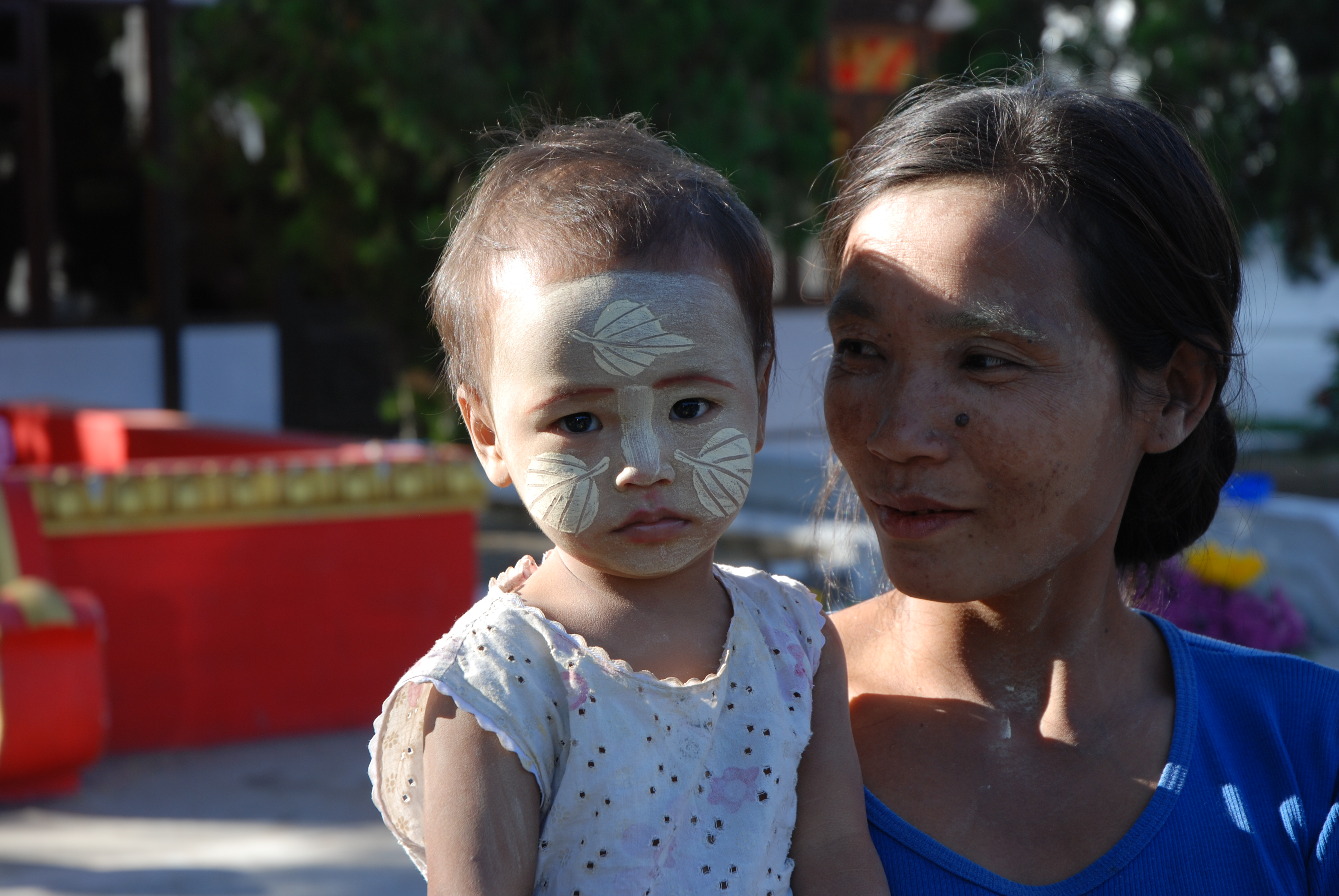
یک زن برمه‌ای همراه با کودک

 زنان ساکن میانمار همچنان با موانع دست‌یابی به برابری روبه‌رو هستند. پس از چهل سال انزوا، باورهایی دربارهٔ وضعیت حقوق زنان در میانمار (برمه) شکل گرفت که گمان می‌رفت زنان برمه‌ای تبعیض جنسیتی کمتری تجربه کرده و نسبت به زنان کشورهای همسایه در جنوب شرقی آسیا حقوق بیشتری دارند. اما پس از باز شدن مرزهای میانمار در سال ۲۰۱۰، تبعیض جنسیتی توسط جامعه بین‌المللی مشاهده شد. در حال حاضر، طیف گسترده‌ای از سازمان‌ها—چه داخلی و چه بین‌المللی—در تلاش‌اند تا مردم را از این باور نادرست آگاه کرده و در راستای حفاظت از حقوق زنان در میانمار گام بردارند.
چارچوب قانونی، سنت‌ها و باورهای دینی در میانمار از حقوق زنان حمایت می‌کنند. با این حال، بسیاری از مفاهیم نقش سنتی زنان همچنان مانع پیشرفت آنان در میانمار می‌شود. به‌طور سنتی، یک زن در میانمار مسئولیت رفاه خانواده خود را بر عهده دارد، در حالی که همسر درآمد خانه را تأمین می‌کند. زنان همچنان در موقعیت‌های دولتی نمایندگی کافی ندارند و زنانی که در مناطق روستایی زندگی می‌کنند، فرصت‌های کمتری برای پیشرفت نسبت به زنان در مناطق شهری دارند. علاوه بر این، زنان متعلق به گروه‌های اقلیت قومی، به‌ویژه آنهایی که بودایی نیستند، با تبعیض بیشتری مواجه هستند و دسترسی کمتری به منابع دارند.
گام‌هایی از سوی دولت برای برابری زنان برداشته شده است، به‌ویژه با ایجاد نهادهای سازمانی برای پرداختن به نمایندگی زنان. همچنین، تغییراتی در مورد حقوق عمومی زنان و نمایندگی آنها صورت گرفته است. با این حال، موانع فرهنگی گسترده‌ای همچنان وجود دارد و همچنین تفاوت‌های بیشتری در دسترسی برای زنانی که در مناطق روستایی یا از اقلیت‌های قومی هستند، مشاهده می‌شود.

## حقوق قانونی
قانون اساسی میانمار (بخش ۳۴۷) تضمین حقوق برابر و حفاظت قانونی برابر را برای همه افراد شامل می‌شود و (بخش ۳۴۸) تبعیضی علیه هیچ شهروند میانمار بر اساس جنسیت قائل نمی‌شود. میانمار در سال ۲۰۱۰، یک مشارکت فعال در کمیته زنان انجمن ملل جنوب شرقی آسیا (آسه‌آن) و همچنین کمیسیون آسه‌آن برای حفاظت و ارتقاء حقوق زنان و کودکان داشت.

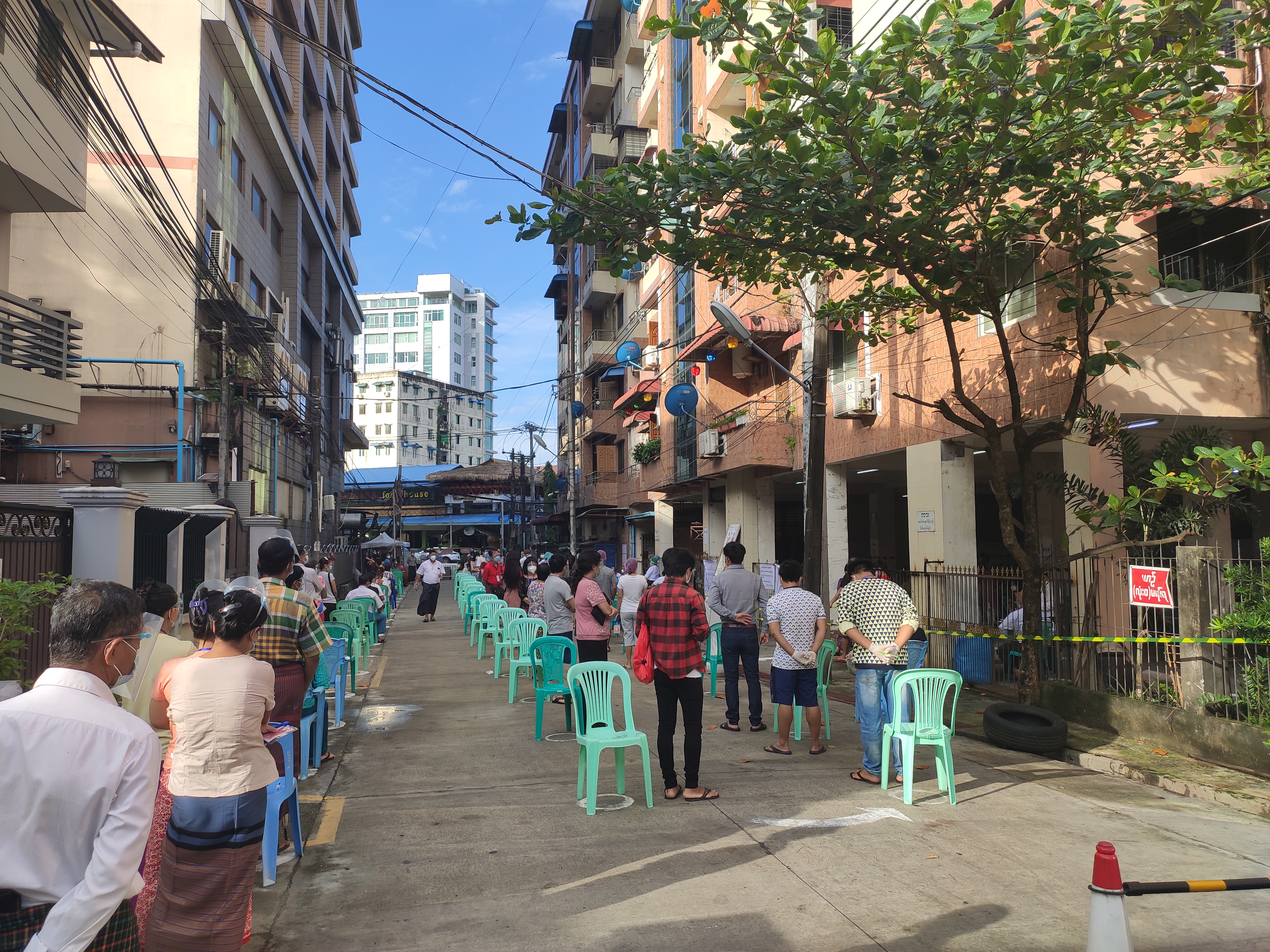
صف‌های ایستگاه رأی‌گیری در انتخابات ۲۰۲۰ میانمار

با این حال، کنوانسیون رفع هرگونه تبعیض علیه زنان نگرانی‌هایی دربارهٔ حقوق زنان در میانمار ابراز کرده است، زیرا مشارکت فعال میانمار در حمایت از حقوق زنان به این باور منجر شده که در این کشور برابری جنسیتی وجود دارد. اما قانون اساسی میانمار در سال ۲۰۰۸ بیشتر به زنان به‌عنوان مادر اشاره می‌کند که کلیشه نقش زن به‌عنوان مادر و مراقب نیازمند حفاظت را تقویت می‌کند.
کمبود اقدامات برای دستیابی به برابری جنسیتی در قوانین داخلی و قانون اساسی همچنان یکی از نگرانی‌هایکنوانسیون رفع هرگونه تبعیض علیه زنان است.

## نمایندگی در دولت و سیاست
زنان در میانمار همچنان به‌طور قابل توجهی در موقعیت‌های انتخابی نمایندگی ندارند. زنان به‌طور تاریخی کم‌نمایندگی شده‌اند، و با وجود افزایش اخیر در تصدی زنان در مناصب دولتی، فعالان حقوق زنان در میانمار معتقدند که دولت تمایلی به ارتقاء نمایندگی زنان نشان نداده است.
در انتخابات ۲۰۲۰، نمایندگی زنان در پارلمان ملی میانمار افزایش یافت، اما این افزایش به اندازه‌ای که بسیاری از فعالان حقوق زنان انتظار داشتند، نبود: در سال ۲۰۱۸، درصد زنان در پارلمان ملی تنها ۱۱٫۳۲٪ بود، اما این رقم در سال ۲۰۲۰ به ۱۶٫۸۳٪ افزایش یافت. هیچ منبعی برای آموزش‌های خاص به نامزدهای زن از هیچ منبعی در دسترس نیست. با این حال، زنان بیشترین حمایت را به‌طور کلی از احزاب سیاسی میانمار دریافت کردند، به‌ویژه در زمینه‌هایی مانند تأمین مالی کمپین‌ها و ارتباط با رأی‌دهندگان.
میانمار از سال ۲۰۱۰ از سیستم انتخاباتی رأی‌گیری اکثریتی استفاده کرده است. پس از انتخابات ۲۰۲۰ و آنچه بسیاری از فعالان حقوق زنان به‌عنوان افزایش کمتر از انتظار در نمایندگی زنان می‌دانستند، فعالان خواستار استفاده از سیستم انتخاباتی نمایندگی تناسبی شدند.
زنان همچنین به‌طور جدی در دولت محلی کم‌نمایندگی شده‌اند. پیش از انتخابات ۲۰۲۰، زنان کمتر از ۱٪ از مدیران بخش/روستا بودند. جلسات عمومی بخش‌ها و روستاها اغلب با حضور گسترده زنان برگزار می‌شود، اما زنان به‌ندرت در این جلسات موقعیت‌های رهبری را به دست می‌آورند یا حتی نظر خود را بیان می‌کنند.